# Frattuccia
Frattuccia ist eine Fraktion (italienisch frazione) der italienischen Gemeinde Guardea in der Provinz Terni in Umbrien.

## Geografie
Der Ort liegt etwa 8 km östlich des Hauptortes Guardea, etwa 20 km nordwestlich der Provinzhauptstadt Terni und etwa 50 km südlich der Regionalhauptstadt Perugia. Der Ort liegt bei 439 m s.l.m. und hatte 2001 80 Einwohner, 2011 waren es 61 Einwohner. Nächstgelegene Orte sind Collicello (etwa 1,5 km südöstlich, Ortsteil von Amelia) und Castel dell’Aquila (etwa 1,5 km nordöstlich, Ortsteil von Montecastrilli).

## Geschichte
Erstmals erwähnt wird der Ort in einem Dokument vom 25. April 1305, indem die Comune von Amelia Männern aus der Burg von Canale (nördlich von Collicello und ca. 1 km südöstlich von Frattuccia) die Erlaubnis zum Errichtung einer Burg gab. Diese entstand kurz südlich des heutigen Ortes bei Sant Maria delle Castella, wurde aber bereits im 16. Jahrhundert wegen der Pest verlassen, um die neue Siedlung des heutigen Ortes Frattuccia zu gründen.
Der Ort schwor 1356 die Treue zu Amelia. Die Wehranlagen entstanden 1403 durch Giovanni di Bettona, der gleichzeitig Collicello befestigte. Die Befestigungsanlagen innerhalb der Wehrmauern entstanden ab 1408 durch Pietro Mannucci e Marcuccio Ciccoloni. Erste Schäden an den Wehranlagen entstanden bereits 1411 durch einen Angriff von Braccio da Montone, der im Dienste von Ladislaus von Neapel stand, und ein Jahr später wurde der Ort von ihm eingenommen. 1419 wurde der Ort durch Papst Martin V. in den Kirchenstaat eingegliedert und gehörte ab 1514 zur Grafschaft Contado di Amelia. Mehrfach war Frattuccia Schauplatz der Auseinandersetzungen von Ghibellinen und Guelfen, hier vor allem durch die Familien der Chiaravalle (Ghibellinen) und der Atti (Guelfen).

## Sehenswürdigkeiten
- Santa Maria Assunta, Kirche im Ortskern, die zum Bistum Terni-Narni-Amelia gehört, erstmals 1610 erwähnt wurde[4] und aus dem 14. oder 15. Jahrhundert stammt. Der Campanile liegt entfernt von der Kirche und entstand aus einem Turm der Befestigungsmauern. Enthält im Inneren ein Leinwandgemälde aus dem 16. Jahrhundert.[5] Kirchenbücher der Pfarrkirche existieren von 1610 bis 1861.[6]
- Santa Maria delle Castella, Kirche am Ort der verlassenen Burg, in der nur ein- bis zweimal im Jahr die Messe stattfindet.[7]
- Cappella di Sant’Agata, private Kapelle.[7]

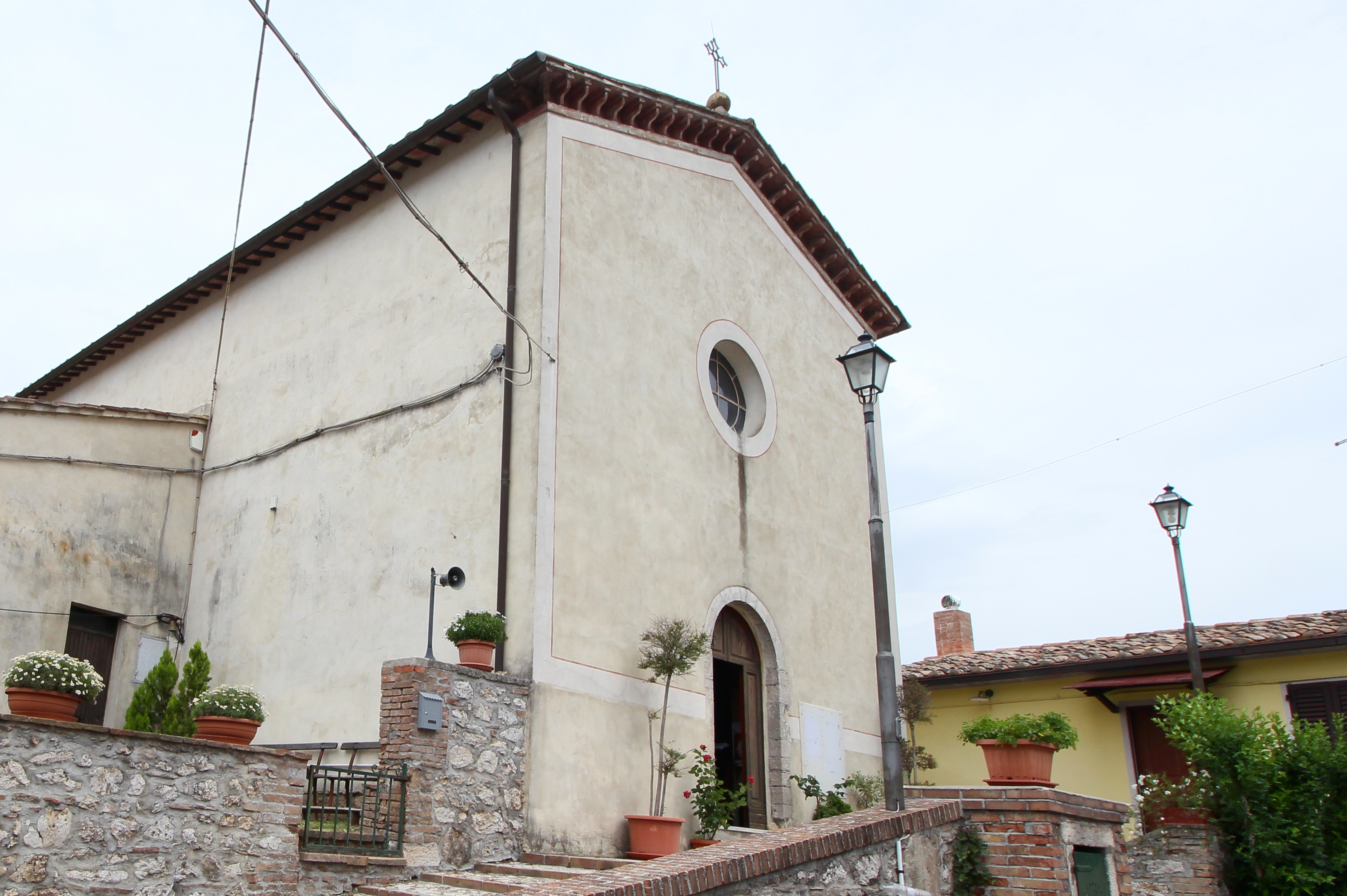
Santa Maria Assunta
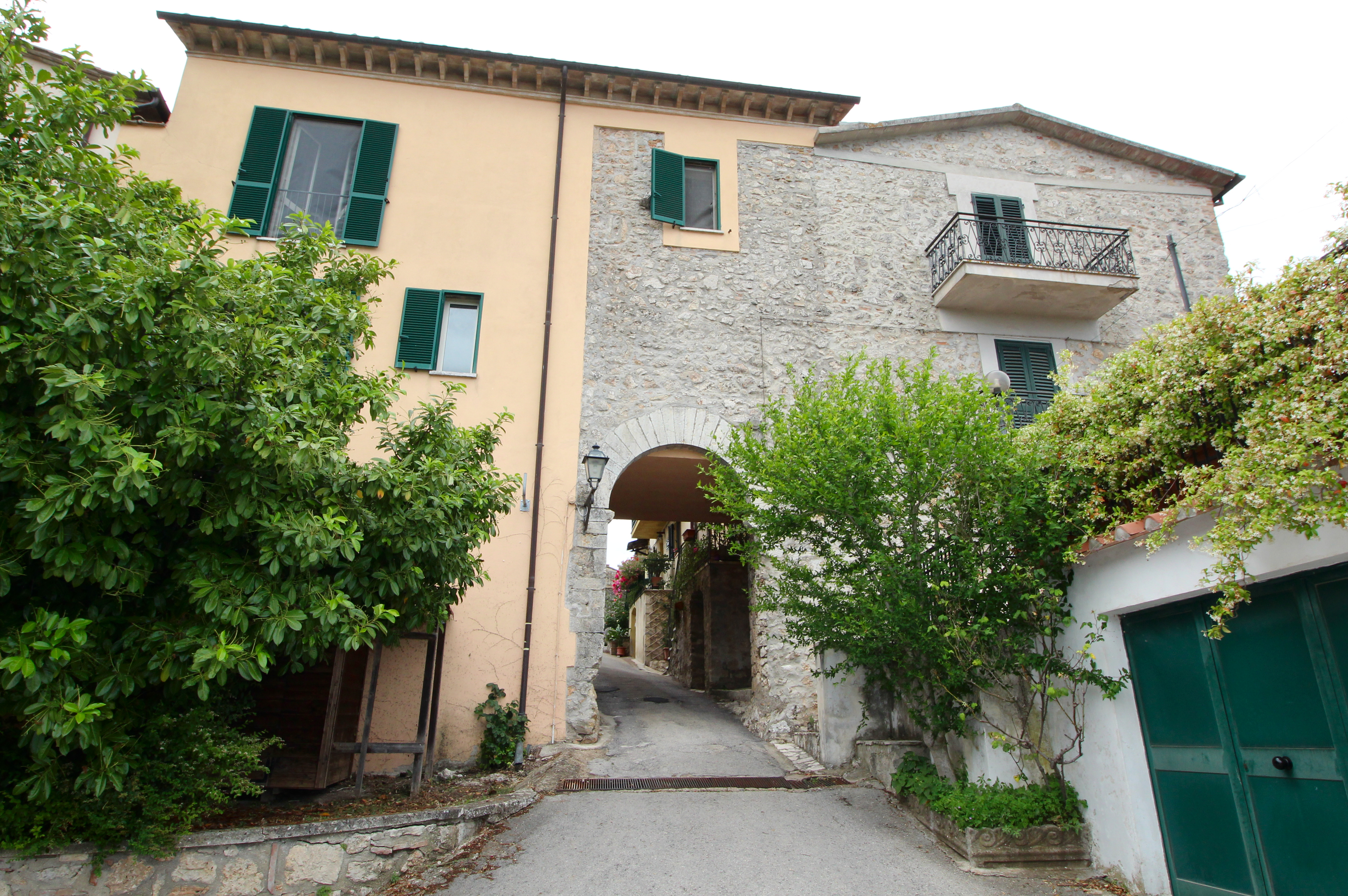
Tor der Befestigungsmauern
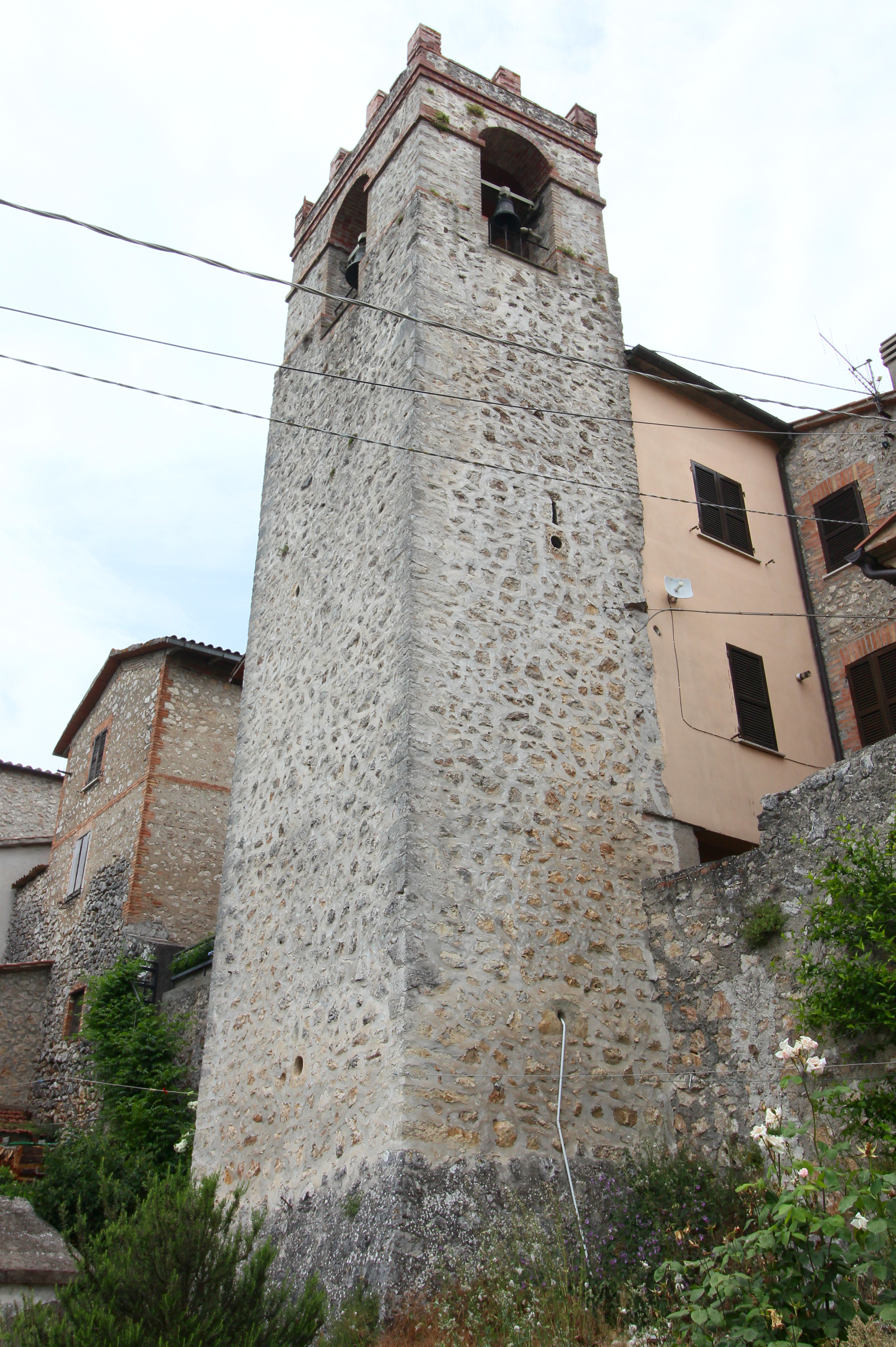
Ehemaliger Wehrturm und heutiger Kirchturm